# 古林青史
古林 青史（ふるばやし あきふみ、1956年11月10日 - ）は、日本の小説家。歴史小説家。山口県の出身。

## 来歴・人物
1956年山口県宇部市の生まれ。山口県立宇部中央高等学校卒業。山口大学文理学部文学科東洋史学専攻卒業。IT企業勤務を経て、その後に食品輸入加工業で起業独立するも、廃業。その後、小説家に転身。中国古典や古代思想家・芸術家を題材に、その史実と謎（架空）との結びつきを解明する独特の手法で、旺盛な執筆活動を行う。現在は、埼玉県三郷市から栃木県那須町に移住。

## 創作活動
山口大学在学中から、詩作や小説の習作を行い、私家版少年詩集『ぼくらの岸辺』を刊行する。

### 作品・解説
『天開の図画楼』
歴史小説のデビュー作は、室町時代の禅僧で著名な「画聖」と後に称えられた山水画家である雪舟の、山口・大内氏の御用画家以降の生涯を描いた『天開の図画楼』である。雪舟の絵画作品は国宝六点、重要文化財十九点という、日本でも最も重要な画家である。ちょうど雪舟の生誕六百年にあたる記念の年に出版されたこの作品では、雪舟の現存する絵画や資料を丹念に辿りつつ、随行絵師としての渡明を果たし、本場の山水画を学び、図画師として大成していく雪舟の謎の多い生涯を庚申伝説や神仙神話といった架空のファンタジーと縦横に絡めて紡ぎ描いた異色作である。

『宰予　－　孔子から不仁な者と呼ばれた弟子の物語』
次作品に、中国春秋戦国期に魯国を中心に活躍し、司馬遷より「至聖」と称えられた孔子と、その弟子との関係を『論語』その他の関連資料を駆使して詳細に歴史的物語に仕上げた。後世に「孔門十哲」と称される一人の高弟の目を通して描き出される孔子と、その師とともに行動を共にした当弟子の宰我（宰予）という人物の生涯と軌跡を壮大なスケールで描いた『宰予　－　孔子から不仁な者と呼ばれた弟子の物語』を上梓した。
- 「聖人」と称えられる孔子の思想は、後世に多方面に多大な影響を与えたにもかかわらず、端的に一言で語られることは、まず無い。その孔子の言行録である『論語』にしても、後人の手本として語られることは多いが、一般に「論語読みの論語知らず」とも言われるように、その肝心の書物には時代背景や根拠が示されてはいない発言集であるため、一般論、抽象論で取り上げ語られる面が多い。そうした、具体性に欠ける孔子の人物像や思想観を、初期の高弟と言われた弟子の目を通して、時代背景をあらゆる歴史資料から拾い出して、丹念に歴史小説として描いている。
また、孔子の弟子は三千人にも及び、七十子とも一説に言われるが、特に「孔門十哲」とも称される、初期の高弟・弟子は司馬遷の『史記』にも取り上げられるほどの有能者揃いであった、とされる。その一人、最も功利的で、三年喪制をめぐる対立や昼寝事件など、師である孔子からの激しい叱責も受けた「不仁な者」とされた宰予（宰我）を取り上げた作品である。

#### その他
- さらに、第三作品目も、孔子の弟子を取り上げた作品で、四百字詰め原稿用紙換算で一千三百枚超の大作となった。
- 作品名は、高弟の子貢（端木賜）の生涯について描かれており『端風、遙か彼方より薫る―「瑚璉」と称された孔門高弟外伝』（仮題、未発表）である。

- 子貢（端木賜）は、司馬遷の『史記』でも、三篇「孔子世家」「仲尼弟子列伝」「貨殖列伝」に名を連ねる有名人であるにもかかわらず、儒家としての扱いは決して高くはない。言論と外交的手腕に秀でた儒者であったのみならず、投機に秀でた商賈でもあった。また、司馬遷は『史記』のなかで、彼の広告宣伝によって孔子は後世にその名が広まった、と指摘している。
- 作品では、師の最期の死を看取る弟子とその対話、師の望郷の思いから魯都陥落を回避するために平和的外交手段を駆使して東奔西走する遊説家の子貢、ただ一人二度にわたる再服を果たした忠義の人、といった主人公の活躍が描き出される。そうした、孔子と弟子との二人の関係を余すことなくつぶさに現存する資料より検証して、読み応え十分な長編小説に仕上げている。
- 題名の「端風」または「端流」は、のちの商売での成功者の手本として語り継がれ、中国では端木遺風を尊び商店の店先には「陶朱事業、端木生涯」を掲げる店主も多かったと言う。ちなみに、「陶朱」とは、范蠡の呼び名で、当小説の中でも主人公子貢との交流が描かれている。

## その後
- 現在は、引き続き、法家の思想家「韓非子」と、故事「管鮑の交わり」で有名な鮑叔という人物についての評伝となる二作品を、並行して執筆中である。

## 作品リスト

### 小説
- 『天開の図画楼　－　雪舟等楊御伽説話』埼玉新聞社、2020　ISBN 978-4-87889-512-8
- 『宰予　－　孔子から不仁な者と呼ばれた弟子の物語』埼玉新聞社、2021　ISBN 978-4-87889-528-9